# Chilonycteris
Chilonycteris és un subgènere de ratpenats de la família dels mormoòpids. Els representants d'aquest grup són originaris del Carib (Cuba, Haití, Jamaica, Puerto Rico i República Dominicana).

## Taxonomia
- Ratpenat de bigotis de Macleay (Pteronotus macleayii)
- Ratpenat de bigotis fuliginós (Pteronotus quadridens)